# Wait for a Minute
Wait for a Minute è un singolo realizzato dal rapper statunitense Tyga e dal cantante canadese Justin Bieber. La canzone è stata pubblicata nel 2013.

## Sfondo della canzone
"È in questo periodo di transizione", ha detto Tyga del suo collaboratore. "Mi sentivo come quando io e Chris Brown abbiamo fatto " Deuces ", è stato come un momento: credo che questo sarebbe un grande momento per entrambi con questa canzone". La canzone è prodotta da Maejor Ali. La canzone è stata pubblicata per il download digitale il 22 ottobre 2013. Il 29 ottobre 2013, è stata mandata in radio negli Stati Uniti.

## Video musicale
Il video musicale è stato girato il 14 novembre 2013 a Long Beach, in California. Tyga ha spiegato il concetto dietro lo speciale video. "È Matrix reale, abbiamo alcuni dei ragazzi che fanno CGI per alcuni dei grandi film", ha detto Tyga. "Stiamo congelando il tempo e cambiando diversi mondi cercando di allontanare certe cose negative derivate dallo stile di vita." Il video è stato presentato per la prima volta su Access Hollywood il 19 dicembre 2013 e successivamente è stato pubblicato sul canale YouTube di Vevo e Tyga.

## Performance commerciale
La canzone ha venduto 68.000 download digitali nella sua prima settimana negli Stati Uniti secondo Nielsen Sound Scan. "Wait for a Minute" è tracciato nella classifica dei singoli francesi e nel Regno Unito a causa delle forti vendite di download digitali. Ha debuttato sulla classifica dei singoli francesi alla numero 103. Nell'ottobre 2013 ha debuttato al numero 41 della UK Singles Chart. "Wait for a Minute" ha debuttato al numero 34 della classifica belga dei singoli Ultratop. "Wait for a Minute" ha debuttato al numero 31 della Top 100 olandese e al 45° in Spagna. Ha debuttato al numero 47 delle classifiche canadesi e al numero 6 in Danimarca.

## Tracce
- Download digitale

1. Wait for a Minute (with Justin Bieber) – 3:26

## Posizione in classifica
| Grafico (2013)       | [ [ Posizione di picco |
| -------------------- | ---------------------- |
| Austria              | 50                     |
| Belgio               | 34                     |
| Belgio               | 8                      |
| Danimarca            | 6                      |
| Francia              | 103                    |
| Canada               | 47                     |
| Germania             | 63                     |
| Paesi Bassi          | 31                     |
| Spagna               | 45                     |
| Svizzera             | 43                     |
| UK                   | 41                     |
| US Billboard Hot 100 | 68                     |